# داي توماس
داي توماس (بالإنجليزية: Dai Thomas)‏ (26 سبتمبر 1975 في المملكة المتحدة - ) هو لاعب كرة قدم بريطاني في مركز الهجوم. لعب مع درودا يونايتد وسوانزي سيتي وكارديف سيتي ونادي واتفورد ونادي ميرثير تيدفيل ‏.

## وصلات خارجية
- داي توماس على موقع قاعدة بيانات كرة القدم.إي يو (الإنجليزية)
- داي توماس على موقع Soccerbase.com (لاعب) (الإنجليزية)